# Georg Friedrich Bernhard Belli

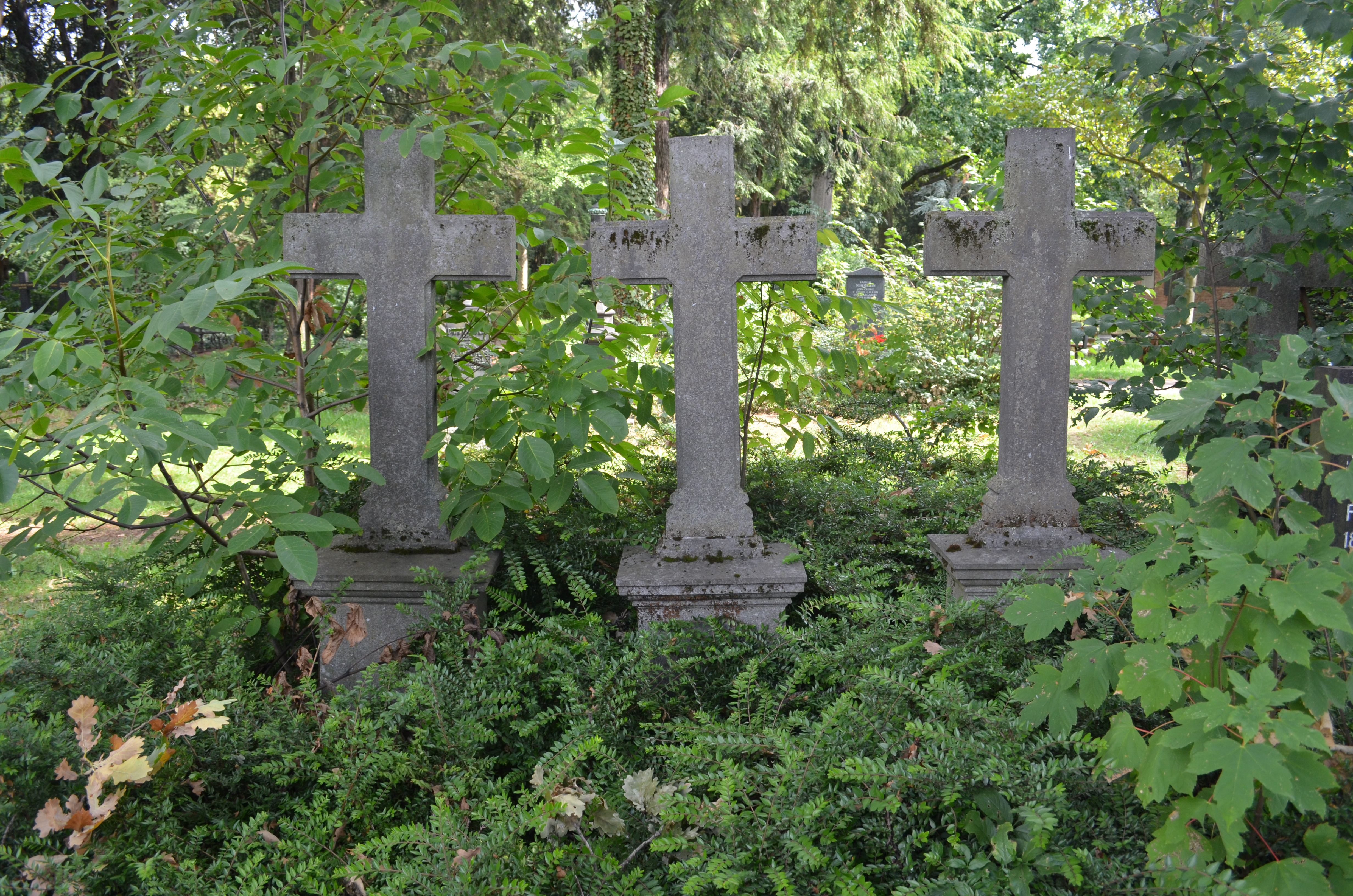
Denkmalgeschütztes Grab auf dem Frankfurter Hauptfriedhof

Georg Friedrich Bernhard Belli (auch: Belli-Seufferheld) (* 27. November 1811 in Frankfurt am Main; † 23. Januar 1882 ebenda) war ein deutscher Handelsmann und Politiker.

## Familie
Belli war der Sohn des Kaufmanns Johann Peter Josef Belli (1782–1859) und dessen Ehefrau Maria Belli-Gontard (1788–1883). Er heiratete am 2. Mai 1837 in Frankfurt am Main Louise Franziska Seufferheld (1817–1893), die Tochter des Kaufmanns und Politikers Marquard Georg Seufferheld und dessen Ehefrau und der Susette Louise geborene Platzmann. Nach der Hochzeit trat er unter dem Namen Belli-Seufferheld auf. Aus der Ehe gingen folgende Kinder hervor:
- Marquard Peter Belli (* † 1838)
- Marquard Georg Belli (1839–1881) verheiratet 1862 mit Alwine Üllenberg, aus Niederheid
- Friederike Petra Maria Belli (1841–1862)
- Caroline Emilie Pfeiffer, geb. Belli (1843–1908) verheiratet 1869 mit Christian Pfeiffer, 1843–1916, aus Mainz
- Ludwig Franz Alexander Belli (1852–1904)

Der Sohn von Caroline Emilie, Wilhelm Pfeiffer-Belli (1870–1938) wurde Professor, Schriftsteller, Literaturwissenschaftler und Dramaturg.

## Leben
Belli-Seufferheld lebte als Handelsmann in der Freien Stadt Frankfurt. Dort engagierte er sich auch politisch und war 1846 und 1848 Mitglied der Gesetzgebenden Versammlung und von 1846 bis 1848 Mitglied der Ständigen Bürgerrepräsentation der Freien Stadt Frankfurt.
Er ist auf dem Hauptfriedhof Frankfurt begraben. Sein Grabdenkmal steht als Kulturdenkmal unter Denkmalschutz.